# 江美琪
江美琪（英語：Maggie Chiang，1980年8月14日—），台灣女歌手，出生自桃園縣中壢市（今桃園市中壢區）。

## 生平

### 早年生活
江美琪出生於桃園市中壢區，有客家背景。毕业於桃園市復旦高級中等學校服装科。

### 出道歷程
江美琪1998年高中畢業後，參加MTV電視台所舉辦的《MTV新聲卡位戰》歌唱比賽，憑藉紮實的唱功獲得第4名，隨後獲知名音樂人姚謙的青睞，邀請她與當時剛創立的維京音樂公司簽約，成為旗下第一位歌手。
1999年6月，江美琪發行首張專輯《我愛王菲》。作為維京唱片進軍華語樂壇第一炮，專輯製作預算高達4000萬新台幣，聘請了Jim Lee、陳輝陽及陳偉擔綱製作人，並邀請林夕、鄭華娟、左安安等知名創作人為專輯寫歌；同時也推出美少女讀本“愛我不愛——小美寫真故事書”、“對我好一點——小美系列電影”等周邊產品。江美琪一度成為台灣曝光率最高的新人。
相隔半年後，江美琪於同年底發行第二張專輯《第二眼美女》。隔年，江美琪以《我愛王菲》入圍台灣第11屆金曲獎最佳新人獎。

### 搶救小美
接連發行的兩張專輯《我愛王菲》及《第二眼美女》，唱片公司皆以江美琪具爆發力的歌喉及個性化的塑造作為企劃宣傳主軸，音樂風格也大多以硬調的英倫搖滾為主。雖然《第二眼美女》中的抒情曲〈我多麼羨慕你〉因搭配電視劇《人間四月天》片尾曲，獲得了不錯的知名度及傳唱度，但該曲的走紅並未明顯增加江美琪的唱片銷售量。相較於當時隸屬同公司、同一年出道的另外兩位歌手蕭亞軒及侯湘婷皆已在華語歌壇上取得初步的銷售成績，江美琪接連兩張專輯的銷售量都未達到預期目標。
2000年，江美琪發行第三張專輯《悄悄話》─據當時的新聞報導，維京唱片私下評估，若此專輯銷售量未能突破10萬張，將終止與江美琪的合約關係。而這張專輯徹底改變了江美琪的整體形象，不僅從個性搖滾路線轉變為較樸實平凡的路線，江美琪也改變了自己對歌曲的詮釋方式，音樂風格轉為較市場取向的抒情歌曲。同時歌迷展开了「抢救小美」的联名活动，号召大家购买专辑以支持江美琪可以继续唱歌，有许多学者、知名人士也参与其中，该活动成为了台湾流行音乐文化史的标志性事件之一，甚至扩散到了中國大陆，被中國大陆媒体广泛报道。
該專輯的首波主打〈雙手的溫柔〉翻唱自日本一代歌姬美空雲雀的名曲〈川流不息〉；另一首主打〈我又想起你〉則用MV的形式敘述出江美琪剪短長髮徹底轉型的暗示。江美琪的轉型，加上「搶救小美」的悲情訴求，讓《悄悄話》衝出了比預期更好的成績，專輯一发行即榮登台湾各大唱片销量排行榜冠军，并牢占榜首位置長達四周。最終銷量不僅突破10萬張，甚至逼近15萬張的成績，讓江美琪成功續約維京唱片。

### 穩定出片
暨《悄悄話》銷量達標得以繼續與維京唱片合作後，2001年江美琪發行第四張專輯《想起》，其中歌曲〈親愛的你怎麼不在身邊〉以歌詞細膩、旋律朗朗上口的特點成為江美琪最知名的歌曲，也奠定了她「温暖系」情歌天后的地位，該曲在KTV的點播率長盛不衰，並持續傳唱至今。
接連兩張專輯的成功，江美琪其後發行的專輯《再一次也好》(2002年)、《朋友的朋友》(2003年)及翻唱專輯《美樂地》(2003年)皆延續抒情風格路線，並持續獲得不錯的市場反應，在華語樂團以溫柔療傷系女聲獨樹一幟，在新生代女聲中佔有著自己的一席之地。甚至在同门歌手侯湘婷、本多RuRu及陈予新的專輯由于销量未达标无法继续发片的情况下，江美琪的专辑都能保持著稳健的销量，成为维京唱片旗下除萧亚轩以外最强卖的歌手。

### 曲折前進
2004年初，江美琪發行了個人首張精選《又寂寞又美麗》雙CD，收錄自己過去發行七張專輯的精選歌曲及兩首新歌。精選輯發行後，江美琪與維京音樂的合約到期，此時台灣唱片市場已嚴重縮水，所以江美琪亦沒有獲得續約。但期間因被蔡琴發掘，在歌舞劇《跑路天使》中飾演了“羅美麗”一角。該歌舞劇在台灣獲得了極大成功，連續30場，場場爆滿，創造了台灣歌舞劇的票房紀錄。江美琪扮演的角色亦感人至深，其獨唱的插曲〈我心似海洋〉成為舞臺劇中最高潮的亮點。
而後，《又寂寞又美麗》的累計銷量出乎唱片公司的意外。雖然該精選在2首新歌加32首舊歌的保守預算下發行，但銷量卻達到12萬張，甚至超越了同門歌手蕭亞軒的精選輯《首選蕭亞軒·美麗的插曲》銷量，意料之外地成為維京唱片2004年度最賺錢的一張專輯。唱片公司对此成绩极为满意，决定发行同名精选DVD，并投资补拍摄了江美琪过往第一、二张专辑中的歌曲〈鏡子聯想曲〉、〈你那邊是晴天〉及〈袖手旁觀〉三首MV。2005年，精選輯中的新歌〈第一百零一个答案〉於第16屆金曲獎以黑马之姿击败大热门张惠妹的〈愛是唯一〉，奪下最佳音樂錄影帶獎，再次带动此专辑热销，这为江美琪順利推出下張專輯《戀人心中有一首詩》埋下伏筆。
2005年，因恩師姚謙的大力支持，藉由精選輯《又寂寞又美丽》的亮眼销售成绩做底牌，江美琪終於獲得维京唱片英国總公司的批准，以“無約”的條件下，於5月發行專輯《戀人心中有一首詩》，專輯製作堪稱超白金規格，在唱片業已不景氣的2005年是罕見的大手筆投入。
該專輯收錄了由李宗盛為江美琪量身製作的搖滾金曲〈芥末不辣〉、伍思凯珍藏已久的压箱曲〈我愛夏卡爾〉、陳國華譜曲的〈那年的情書〉、好友張震嶽作詞作曲的〈有一天〉、黃韻玲作曲並與維京同門歌手No Name合唱的〈是否這就是愛情〉、電視劇《搭錯車》的主題曲〈父親你是安靜的〉及江美琪在歌舞劇《跑路天使》中的獨唱插曲〈我心似海洋〉等。
其中，〈那年的情書〉以唯美的旋律及纪念学生时代情怀的爱情做主旨而迅速走红，登上各大MP3搜索排行榜、KTV点唱榜第一位，至今以这首歌为蓝本的“微电影”更是层出不穷。而〈我愛夏卡爾〉則獲選有“金曲獎的風向球”之稱的中華音樂人交流協會年度十大單曲。
然而不久之後，隨著同年8月姚謙離開維京唱片，公司亦不再為江美琪安排通告，江美琪的歌唱事業再度被迫停止；維京音樂台灣辦事處亦在不久之後被解散，因此也無法為江美琪報名次年的金曲獎。

### 轉換東家
2006年3月，因昔日同僚吳克群的大力引薦推崇，江美琪與田定豐的種子音樂簽約，與吳克群、光良等成為同門。
2006年9月，江美琪推出加盟種子音樂的首張專輯《愛哭鬼》。同年9月23日，江美琪在台南市政府廣場舉行首場個人演唱會【十全十美】。
2007年底，江美琪再度參演歌舞劇，在歌舞劇「我要成名」中並擔綱第一女主角。但反響不佳，上座率不到四成，並未獲得當年“跑路天使”的迴響。
2008年4月，江美琪發表單曲〈我們都是一朵花〉，收錄於種子音樂合輯《夢想的翅膀》中。
2009年3月，江美琪與種子音樂合約到期。

### 星娛時期
2010年4月，光良與孔勝民在台北成立星娛音樂，江美琪成為該唱片公司的第一位簽約歌手，并发行两首數位新歌〈月光下〉、〈你是愛我的〉。同年11月10日，集結前面兩首單曲和新歌〈愛情的重量〉成新EP《愛情的重量》發行。
2011年5月，江美琪担任湖南卫视《2011快樂女聲》西安唱区评委，以专业、温柔的点评受到选手及观众的肯定。
2012年4月，發行第九張原創專輯《房間》，全碟九首歌曲均由江美琪作曲。
2013年8月3日，江美琪參加由「公民1985行動聯盟」所發起、為聲援在軍中疑遭凌虐致死之陸軍士官洪仲丘及其他軍中受難者家屬所舉行之「萬人送仲丘」活動，並在現場演唱代表作〈親愛的你怎麼不在身邊〉，台下二十万人一起合唱，感動許多參與群眾。
2014年11月27日，發行第10張原創專輯《面具》。但因为怀孕，於2015年1月16日在音乐会上宣布结婚，并全面停止新专辑宣传工作。

### 索尼時期
2017年，江美琪加盟索尼音樂，推出《回到開始的地方》，有別於一般在錄音室錄製歌曲剪接後製的方式，江美琪挑戰與樂隊一次到底同步錄音的方式演唱，以真正的演唱實力，錄下當下真實的感動。同年9月15日，發行全新作品《親愛的世界》，由陳建騏和蕭賀碩聯手製作。
2018年底，發行全新專輯《我們都是有歌的人》。
2019年，在台北國際會議中心舉辦出道二十週年演唱會【我愛江美琪】，在演唱會上江美琪帶來自己膾炙人口的經典作品以及完整首唱新歌。

### 華納時期
2022年8月18日，江美琪宣布加盟華納音樂。
2024年10月24日，發行加盟華納後的全新專輯《圓的? 圓的!》。

## 家庭
2015年1月14日，與交往半年的樂手男友林振益登記結婚。江美琪在17日台北Legacy「面具MASK」演唱會上宣布婚訊。 兩人同年迎來一子。丈夫林振益为臺灣音樂製作人、吉他演奏家，擅長電腦編曲、電吉他、古典吉他。現為電吉他品牌Schecter代言人，並擔任演唱會樂手、音樂製作等工作。

## 音樂作品

### 錄音室專輯
| 發行日期       | 名稱                 | 發行公司         | 曲目 |
| 1999年6月5日   | 《我愛王菲》         | 維京音樂         | 1. 有個男生為我哭 2. 迷魂陣 3. Dreams 4. 你會不會變 5. 鏡子聯想曲 6. 對我好一點 7. 別哭 8. 停不下來 9. 對的男生 10. 走錯地方 |
| 1999年12月24日 | 《第二眼美女》       | 維京音樂         | 1. 我多麼羨慕你 2. 你那邊是晴天 3. 維他命 4. 如果你不打算愛我 5. Crazy For You 6. 快樂在唱歌 7. 第二眼美女 8. 我多麼羨慕你(Remix) 9. 不要寫情書 10. 不再 11. 袖手旁觀 |
| 2000年10月31日 | 《悄悄話》           | 維京音樂         | 1. 悄悄話 2. 希望變成你 3. 雙手的溫柔 4. 我又想起你 5. 快樂天使 6. 照片 7. 上帝的幫助 8. 愛上你 9. 想不想 10. 如影隨形 |
| 2001年8月29日  | 《想起》             | 維京音樂         | 1. 寂寞飛行 2. 凝望 3. 親愛的你怎麼不在身邊 4. 泡泡糖 5. 天使的愛情 6. 原來我們都是如此平凡 7. 想起 8. I Feel So Good 9. 在我身邊 10. 笨金魚 11. 孤單 12. 我知道我會哭 |
| 2002年7月9日   | 《再一次也好》       | 維京音樂         | 1. 夜的詩人 2. 再一次也好(Romantic浪漫版) 3. 揮霍愛人的耐性 4. 留在誰的心裡 5. 緩慢的愛 6. 再一次也好(Acoustic純情版) 7. 東京鐵塔的幸福 8. 對你而言 9. 海角天涯 10. 別在我離開你之前離開我 11. Love Love                                                                  |
| 2003年1月28日  | 《美樂地》           | 維京音樂         | 1. 最美 2. 明天愛誰 3. 星晴 4. 愛情 5. 恰好的寂寞 6. 只有分離 7. 他一定很愛你 8. 靜止 9. 秘密 10. 擁抱 11. 春光乍洩 |
| 2003年10月17日 | 《朋友的朋友》       | 維京音樂         | 1. 相對的失去(鋼琴版) 2. I'm Ok謝謝 3. 你不公平 4. 黑色的翅膀 5. 朋友的朋友 6. You're In Love 7. 退一步傷心 8. 紫色蝴蝶 9. 相對的失去(吉他版) 10. 就這麼一輩子 11. 少林傳奇                                                                                               |
| 2005年5月27日  | 《戀人心中有一首詩》 | 維京音樂         | 1. 娃娃 2. 晴天娃娃 3. Chagall 4. 我愛夏卡爾 5. 情書 6. 那年的情書 7. 相信 8. 誰還相信 9. 是否這就是愛情(feat.余憲忠) 10. 不辣 11. 芥末不辣 12. 有天 13. 有一天 14. 海洋 15. 我心似海洋 16. 桃樂絲的旅程 17. 父親你是安靜的(唱片版) 18. 安靜 19. 父親你是安靜的(電視劇版) |
| 2006年9月1日   | 《愛哭鬼》           | 種子音樂         | 1. Intro(May I) 2. 不速之客 3. 愛哭鬼 4. 妹妹 5. 生日快樂 6. 你呀...你呀 7. 塔羅牌戀人 8. 路人 9. 我的他 10. 對你有感覺 11. 難相處 12. Outro(Wish you) |
| 2012年4月24日  | 《房間》             | 星娛音樂         | 1. 房間 2. 愛笑的你 3. 完美分手 4. 你是愛我的 5. 晴空 6. 在一起多好 7. 愛情的重量 8. 後天再說我愛你 9. 月光下 |
| 2018年12月21日 | 《我們都是有歌的人》 | 台灣索尼音樂娛樂 | 1. 陀螺 2. 成為我自己 3. 家珍 4. 三明治女孩 5. 怎麼了嗎 6. 不是時候 7. 我們都是有歌的人 8. 好勝心 9. 遇不到(Live) 10. 沒有不可能(Live) |
| 2024年10月24日 | 《圓的? 圓的!》      | 華納音樂         | 1. 傷心唱出來就沒事了 2. 圓的? 圓的! 3. 天真有愛 4. 走到哪都下著雨 (feat. 鄭興) 5. 壞習慣 6. 關於失去 7. 低速公路 8. 魚缸 (feat. 椅子樂團) 9. 白飯 10. 幸福有如平常一日                                                                                                   |

### 精選輯
| 發行日期      | 名稱                        | 發行公司 | 曲目 |
| 2004年2月27日 | 《又寂寞又美麗》            | 維京音樂 | - CD1 1. 不會太久 (新歌) 2. 我多麼羨幕你 3. 我又想起你 4. 親愛的 你怎麼不我身邊 5. 你會不會變 6. I’m OK 7. 寂寞飛行 8. 東京鐵塔的幸福 9. 想起 10. 相對的失去 11. 揮霍愛人的耐性 12. 維他命 13. 你那邊是晴天 14. 你不公平 15. 袖手旁觀 16. 悄悄話 17. 夜的詩人 - CD2 1. 第一百零一個答案 (新歌) 2. 再一次也好 3. 雙手的溫柔 4. 朋友的朋友 5. 凝望 6. 他一定很愛你 7. 上帝的幫助 8. 迷魂陣 9. 別哭 10. 鏡子聯想曲 11. 對我好一點 12. 第二眼美女 13. 有個男生為我哭 14. 對你而言 15. 就這麼一輩子 16. 最美 17. 如影隨形 |
| 2019年4月19日 | 《二十年的情書》 (黑膠唱片) | 華納音樂 | - Side A 1. 雙手的溫柔 2. 親愛的你怎麼不在身邊 3. 想起 4. 我又想起你 5. 再一次也好 Romantic Version 6. 東京鐵塔的幸福 - Side B 1. 袖手旁觀 2. 我多麼羨慕你 3. 那年的情書 4. 朋友的朋友 5. 寂寞飛行 6. 凝望 |

### EP
| 發行日期       | 名稱               | 發行公司                | 曲目                                                                              |
| 2010年11月10日 | 《愛情的重量》     | 星娛音樂                | 1. 愛情的重量 2. 月光下 3. 你是愛我的 4. 愛情的重量 (卡拉版)                      |
| 2014年11月27日 | 《面具》           | 星娛音樂                | 1. 抵抗力 2. 面具 3. 過去了 4. Way Oh 5. 如果你說抱歉 6. 來得及                   |
| 2017年5月31日  | 《回到開始的地方》 | 台灣索尼音樂娛樂        | 1. 遇不到 2. 沒有不可能                                                           |
| 2017年9月15日  | 《親愛的世界》     | 台灣索尼音樂娛樂        | 1. 親愛的世界 2. 能不能看到我 3. 看不見的星星 4. 追雨 5. 溫暖的改變 6. 跟自己說話 |
| 2022年4月14日  | 《你好，路人》     | 萬立達娛樂/製作家工作室 | 1. 刻沙 2. 不期而遇 3. 怎麼轉眼就長大了                                           |

### 單曲

#### 獨唱單曲
| 發行日期      | 歌曲名稱           | 發行公司         | 備註                               |
| 2005年1月     | 愛                 |                  | 《愛心無國界‧送愛到南亞》主題曲    |
| 2008年5月9日  | 我們都是一朵花     | 種子音樂         | 《夢想的翅膀》專輯                 |
| 2010年11月    | 更美好的路         |                  | 《聯合國世界糖尿病日》主題曲       |
| 2021年5月21日 | 繞                 | 台灣索尼音樂娛樂 | 電視劇《火神的眼淚》片尾曲         |
| 2021年7月20日 | 第一個愛人         | 台灣索尼音樂娛樂 |                                    |
| 2023年1月5日  | 想在你的懷裡躲雨   | 華納音樂         |                                    |
| 2024年5月17日 | 傷心唱出來就沒事了 | 華納音樂         |                                    |
| 2024年6月27日 | 關於失去           | 華納音樂         |                                    |
| 2024年7月26日 | 幾分知己           | 華納音樂         | 實境冒險節目《上船了各位！》片尾曲 |

#### 對唱單曲
| 發行日期       | 歌曲名稱       | 專輯名稱         | 備註                                    |
| -------------- | -------------- | ---------------- | --------------------------------------- |
| 2000年11月1日  | 細數           | 一個人的Tomorrow | 與吳克群合唱                            |
| 2003年1月28日  | 愛情           | 美樂地           | 與張智成合唱                            |
| 2003年2月28日  | 寂寞聖賢       | 大丈夫           | 與張宇/ 劉虹嬅合唱                      |
| 2003年10月17日 | You're In Love | 朋友的朋友       | 與白吉勝合唱                            |
| 2005年5月27日  | 是否這就是愛情 | 戀人心中有一首詩 | 與余憲忠合唱                            |
| 2006年9月1日   | 對你有感覺     | 愛哭鬼           | 與光良合唱                              |
| 2013年7月8日   | 幸福來了       | 回憶裡的瘋狂     | 與光良合唱                              |
| 2015年10月4日  | 如果能重來一次 |                  | 與光良合唱/動畫電影《龍在哪裡？》宣傳曲 |
| 2024年3月12日  | 魚缸           |                  | 與椅子樂團合唱                          |
| 2024年7月18日  | 走到哪都下著雨 |                  | 與鄭興合唱                              |

#### 群唱單曲
| 發行日期 | 歌曲名稱       | 備註 |
| -------- | -------------- | --- |
| 2008年   | 夢想的翅膀     | 與光良/許茹芸/伊能靜/吳克群/溫嵐/許哲珮/林健輝/王櫟鑫/楊天寧/吳建飛合唱 |
| 2013年   | 愛無所不在     | 與光良/凌加峻/宇珩/黃薛栗/梁佩穎/陳姳妤/溫力銘/卓漢賢/詹嘉美/陳慧恬合唱 |
| 2019年   | 現在開始做朋友 | 與徐佳瑩/艾怡良/彭佳慧/楊乃文/蕭煌奇/伍思凱/黃子佼/陶晶瑩/光良/MATZKA/魏如萱/柯智棠/HUSH/A-Lin/萬芳/紀曉君/戴愛玲/桑布伊合唱 (第二屆「愛之日常」音樂節主題曲)                   |
| 2020年   | 愛從未離開     | 與蘇運瑩/鄧典/楊尚融/歐陽娜娜/林奕匡/黃綺珊/周湯豪/陳瑾緗/戴愛玲/許鈞/李聰/蔡佩軒/CORE ONE(崔少鵬&蘇宇航&徐方舟&陳雨濃)/文兆傑/陳明憙/張波/冰塊先生/鄭茵聲/田燚/黃妍/鄭心慈合唱 |

### 原聲帶
| 發行日期  | 歌曲名稱             | 專輯名稱   | 語言 | 備註       |
| --------- | -------------------- | ---------- | ---- | ---------- |
| 2000年1月 | 我多麼羨慕你(吟唱版) | 人間四月天 | 國語 |            |
| 2000年1月 | 我多麼羨慕你(演唱版) | 人間四月天 | 國語 | 亦有演奏版 |

### 影音專輯
| 發行日期 | 專輯名稱                    | 語言 | 備註           |
| -------- | --------------------------- | ---- | -------------- |
| 1999年   | 新聲帶江美琪VS侯湘婷        | 國語 | VCD            |
| 2001年   | 悄悄話                      | 國語 | VCD            |
| 2001年   | 想起                        | 國語 | VCD            |
| 2002年   | 再一次也好                  | 國語 | VCD            |
| 2004年   | 朋友的朋友                  | 國語 | VCD/DVD        |
| 2004年   | 又寂寞又美麗                | 國語 | DVD            |
| 2005年   | 親愛的你怎麼不在身邊        | 國語 | VCD/DVD        |
| 2006年   | 戀人心中有一首詩            | 國語 | VCD/DVD        |
| 2011年   | 果陀劇場/幸福‧夢想 歌舞雙劇 | 國語 | 收錄<我要成名> |

## 演出作品
電視劇
- 2001年12月《陽光果凍》

舞台劇
| 演出日期 | 劇團     | 戲劇名稱   | 演出角色 |
| -------- | -------- | ---------- | -------- |
| 2005年   | 果陀劇場 | 跑路天使   | 羅美麗   |
| 2007年   | 果陀劇場 | 我要成名   | 音樂人   |
| 2019年   | 果陀劇場 | 綠島小夜曲 | 白芷     |
| 2021年   | 果陀劇場 | 我們與小鎮 |          |

短片
- 2019年11月《這群人 TGOP │婚禮的經典語錄》

## 獎項紀錄
| 日期   | 地點         | 典禮名稱                    | 獎項名稱                   | 作品                    | 結果  |
| ------ | ------------ | --------------------------- | -------------------------- | ----------------------- | ----- |
| 1998年 | 台灣         |                             | MTV新聲卡位戰              |                         | 第4名 |
| 1999年 | 中國         | 中央電台                    | 中國歌曲榜年度新人         | 我愛王菲                | 獲獎  |
| 2000年 | 台灣         | 第11屆金曲獎                | 最佳新人獎                 | 我愛王菲                | 提名  |
| 2002年 | 中國上海     | 第9屆全球華語音樂榜中榜     | 最受歡迎女歌手             | 再一次也好              | 提名  |
| 2003年 | 新加坡       | 第十屆新加坡金曲獎          | 最佳本地作曲               | 夜的詩人                | 提名  |
| 2003年 | 新加坡       | 第十屆新加坡金曲獎          | 最佳本地編曲               | 夜的詩人                | 提名  |
| 2003年 | 新加坡       | 第十屆新加坡金曲獎          | 最佳本地編曲               | 東京鐵塔的幸福          | 提名  |
| 2003年 | 新加坡       | 第十屆新加坡金曲獎          | 最佳演繹女歌手             | 再一次也好              | 提名  |
| 2005年 | 台灣         | 第16屆金曲獎                | 最佳音樂錄影帶導演獎       | 張時霖/第一百零一個答案 | 獲獎  |
| 2006年 | 台灣         | 中華音樂人交流協會          | 十大單曲                   | 我愛夏卡爾              | 獲獎  |
| 2006年 | 香港         | 新城勁爆頒獎禮              | 勁爆國語歌曲獎             | 對你有感覺              | 獲獎  |
| 2007年 | 香港         | 新城勁爆頒獎禮              | 勁爆國語歌曲獎             | 不速之客                | 獲獎  |
| 2010年 | 中國廣東佛山 | 第七屆勁歌王金曲金榜        | 國語金曲                   | 月光下                  | 獲獎  |
| 2010年 | 中國廣東佛山 | 第七屆勁歌王金曲金榜        | 台灣傑出青年歌手獎         | 月光下                  | 獲獎  |
| 2011年 | 中國广州     | 音乐先锋榜                  | 年度先锋K歌后              | 爱情的重量              | 獲獎  |
| 2011年 | 中國广州     | 音乐先锋榜                  | 年度最佳先锋创作歌手       | 爱情的重量              | 獲獎  |
| 2011年 | 中國广州     | 音乐先锋榜                  | 年度最受欢迎先锋五强女歌手 | 爱情的重量              | 獲獎  |
| 2025年 | 新加坡       | 第10屆LAVENDER MUSIC AWARDS | 最佳演唱組合歌曲獎         | 走到哪都下著雨          | 提名  |

## 廣告代言
| 代言日期   | 代言名稱                     |
| ---------- | ---------------------------- |
| 2001年11月 | 器官捐贈大使                 |
| 2002年11月 | Nice Beauty 全系列化妝品     |
| 2005年     | 飛柔系列洗髮水               |
| 2005年8月  | 卡尼爾亮白盈彩系列化妝品     |
| 2006年8月  | E'SD全系列美白產品           |
| 2010年     | 全家便利商店巧克力风味赏     |
| 2010年     | 聯合國世界糖尿病日活動代言人 |

## 演唱會
| 日期           | 名稱                                          | 地點                       |
| -------------- | --------------------------------------------- | -------------------------- |
| 1999           | “我爱王菲”爱唱歌音乐会                        |                            |
| 2001           | “想起江美琪”好歌音乐会                        |                            |
| 2002           | “再一次也好”演唱会                            | 228纪念公园                |
| 2003           | “朋友的朋友”音乐会                            |                            |
| 2005           | “恋人心中有小美”音乐会                        |                            |
| 2006年9月23日  | “十全十美”                                    | 台南市政府前廣場           |
| 2007           | “完美绝配：江美琪 & 戴佩妮 ”北京情人节音乐会  |                            |
| 2008年5月7日   | “有氧新聲代-江美琪 & 林健輝” 夢想的翅膀音樂會 | 台北市新舞台               |
| 2010           | “月光下你是爱我的”：江美琪出道十周年音乐会    | 台北Legacy                 |
| 2011           | “會想你”音乐会                                |                            |
| 2012年5月25日  | 【都市女聲系列】“江美琪的單人房”              |                            |
| 2013年7月13日  | 好友拉阔SHOW 小美 & 小宇音乐会                | 台北市ATT Show Box文创立方 |
| 2013年10月20日 | 上海大宁音乐季：江美琪专场LIVE音乐会          |                            |
| 2018年4月20日  | “亲爱的世界”咪咕音乐售票演唱会                | 广州市中央车站             |
| 2019年1月12日  | “我愛江美琪”售票演唱会                        | 台北國際會議中心           |
| 2024年4月13日  | H³ RIZZ UP演唱會                              | 台北流行音樂中心           |
| 2024年5月24日  | 【傷心唱出來就沒事了】巡迴演唱會              | 蜚聲上海PHASE LIVE HOUSE   |
| 2024年6月7日   | 【傷心唱出來就沒事了】巡迴演唱會              | 杭州Sofun Live             |
| 2024年6月9日   | 【傷心唱出來就沒事了】巡迴演唱會              | 南京稻香音樂空間           |

### 參與節目
20250531  嗨！營業中第5季小幫手

## 外部連結
- 江美琪 Maggie的Facebook專頁
- 江美琪 Maggie的Instagram帳戶
- 江美琪 Maggie的新浪微博
- 江美琪 新浪博客 （页面存档备份，存于）